# Laucha an der Unstrut
Laucha an der Unstrut là một đô thị thuộc huyện Burgenland, bang Sachsen-Anhalt, Đức. Đô thị Laucha an der Unstrut có diện tích 31,12 km², dân số thời điểm ngày 31 tháng 12 năm 2006 là 3307 người. Đô thị Laucha an der Unstrut nằm bên sông Unstrut, về phía tây bắc Naumburg. Đô thị này thuộc Verwaltungsgemeinschaft ("đô thị tập thể") Unstruttal.